# コンモツィオ
『コンモツィオ』（ラテン語: Commotio） 作品58は、カール・ニールセンが1930年6月から1931年2月にかけて作曲したオルガン作品。作曲者最後の主要作品であり、1931年4月24日にコペンハーゲンのクリスチャンスボー城の礼拝堂で私的に初演された。

## 概要
ニールセンは本作ととりわけ重要な作品と考えていた。1931年2月24日に娘婿にあたるテルマーニー・エミルに宛てた手紙にはこう書かれている。「私の他の作品でこれほどに集中を必要としたものはありません。絶対に違うにもかかわらず長きにわたり一種のオーケストラだと看做されてきたこの楽器、それにちょうど相応しい多声音楽という、真にオルガンでのみ効果的な様式というものを再構築しようとする試みなのです。」ニールセンは楽曲の長さにも言及している。22-24分、それはバッハのどのオルガン作品にも勝る長さでである。
デンマークのオルガニストたちがこの作品に強い関心を抱いたことにより、幾度かの私的演奏が行われることになった。クリスチャンスボー城の礼拝堂での演奏に加え、ピーダ・トムスンによって2回、6月14日にコペンハーゲンの聖ニコライ教会にてマークセン・オルガンによりフィン・ヴィーザウーが2回、1週間後にロスキレ大聖堂でイミーリウス・バンギアトにより1回、そして7月にピーダ・トムスンよりもう1回である。

## 評価
公開初演は1931年8月14日にオーフス大聖堂においてイミーリウス・バンギアトにより行われた。心臓の疾患により健康状態がすぐれなかったにもかかわらずニールセンも駆け付けた。この演奏に対する論評は行われなかったようである。
ドイツに新しいオルガン作品が到着したという知らせの後、シュレースヴィヒ出身のオルガニストであるエルヴィン・ツィリンガーはバンギアトとニールセンに対し、その10月にリューベックで開催される北欧ドイツオルガン週間の場でコンモツィオを演奏してもよいか問い合わせている。ニールセンは出席を希望したが健康状態の悪化に伴う体力の衰えによりドイツ行きは叶わなかった。オルガニストに選ばれたバンギアトが一人でリューベックに赴くことになり、彼は到着から１、2日経ってニールセン他界の知らせを聞くことになる。こうしてコンサートは告別演奏となった。
『Dansk Kirkemusiker-Tidende』における、スヴェン＝オーヴェ・ムラの論評からは感動的な経験が伝わってくる。「ニールセンの訃報により我々を満たした憂鬱な感情と混ざり合うのは、近年のオルガン作品としては誇張抜きに最も重要であると呼ばれてもおかしくない、この作品を完成してくれたことに対する彼への感謝である。ニールセンは同時代の素材を、悪い意味で現代的に見えないように配置する術を心得ていた。他にこれを理解している者は少数しかいない。彼の表現の流儀は独特で風変りかもしれないが、非常に自然に感じられる。彼が新しい道を求めていた理由が、単によく知られた道から離れるためだったという印象を受けることは全くない。実に頻繁に現代の音楽を特徴づけている気取りはカール・ニールセンの音楽に見出されることはない。徹底的に健全な彼の音楽語法と生きた音楽を生み出す彼の能力が、ここに永久の価値をもつオルガン作品を生み出した。エミーリウス・バンギアトはニールセンの作品に熟達の演奏を捧げた。」

## 楽曲
リューベックでの演奏に合わせて、ニールセンはプログラムノートの執筆を依頼されていた。まずコンモツィオが「運動、または精神的」という意味であると脚注に説明した上で、彼は次のように続けている。「ラテン語のCommotioという語は実のところあらゆる音楽に適用可能であるが、ここではもっと特定的に自己客体化の表現として使用されている。オルガンと呼ばれ、我々が大気と呼ぶ自然物によって音が決定される壮大な楽器のための大作においては、作曲者はあらゆる個人的、抒情的な感情を抑制しなければならない。表現は大きく厳格なものとなり、感情的なものに代わり一種の乾きを要求する、そして心に抱かれるよりむしろ耳によりしかと受け止められなければならない。この作品は2つのフーガを支えにしており、まるで森の木の幹に巻き付くつる植物のようにそこへ導入、中間楽章群とコーダがしがみついている。しかし、作曲者としてこれ以上の分析は不要と考える。」

## 管弦楽編曲
近年になって2つの管弦楽編曲が生まれている。ひとつはボー・ホルテン版で2007年に自らオーデンセ交響楽団を指揮して発表したもので、もうひとつのハンス・エブラハムセン版は2016年にファビオ・ルイージ指揮、DR放送交響楽団の演奏によって披露されている。